# ايمانويل سيردا
ايمانويل سيردا (بالإسبانية: Emmanuel Cerda) هو لاعب كرة قدم مكسيكي، ولد في 27 يناير 1987 في مدينة سان لويس بوتوسي في المكسيك. شارك مع منتخب المكسيك لكرة القدم. أما مع النوادي، فقد لعب مع الجامعي دي بيرو وتايجرز أونال ونادي بويبلا ونادي تولوكا ونادي تيخوانا ونادي سان لويس.

## مسيرته الكروية
لعب ايمانويل سيردا خلال مسيرته الاحترافية مع 7 أندية في اثنا عشر موسمًا وسجل خلالها 17 هدفًا ضمن 130 مباراة. ولم يفز بأي موسم بالكأس وفاز في موسمين بالدوري.
خاض ايمانويل سيردا مسيرته مع نادي تايجرز أونال في موسم 2005–06 في المرة الأولى واستمر معه طيلة ثلاثة مواسم ثم في موسم 2009–10 ولمدة موسمين ثم في موسم 2011–12 لمدة موسم واحد، مشاركًا طوالها في 72 مباراة سجل خلالها 7 أهداف. ثم انتقل إلى نادي يونيفرسيتاريو ما بين عامي 2009 و2010 لمدة موسم واحد، حيث شارك في 9 مباريات سجل خلالها 4 أهداف. لينتقل بعدها إلى نادي تولوكا في موسم 2010–11 لمدة موسم واحد، مشاركًا في 20 مباراة سجل خلالها 5 أهداف. ثم انتقل إلى نادي بويبلا في موسم 2012–13 لمدة موسم واحد، مشاركًا في 4 مباريات ولم يسجل أي هدف. هذا وانتقل لاحقًا إلى دورادوس سينالوا في موسم 2013–14 لمدة موسم واحد، مشاركًا في 8 مباريات ولم يسجل أي هدف أيضًا.

## وصلات خارجية
- ايمانويل سيردا على موقع قاعدة بيانات كرة القدم.إي يو (الإنجليزية)
- ايمانويل سيردا على موقع ناشيونال فوتبول تيمز (الإنجليزية)
- ايمانويل سيردا على موقع Soccerway.com (الإنجليزية)